# Hans Reichenbach
Pour les articles homonymes, voir Reichenbach.
Hans Reichenbach, né le 26 septembre 1891 à Hambourg et mort le 9 avril 1953 à  Los Angeles, est un philosophe des sciences allemand, partisan du positivisme logique.

## Biographie
Après des études secondaires à Hambourg, il étudie le génie civil à la Technische Hochschule de Stuttgart ainsi que les mathématiques, la physique et la philosophie à Berlin, Erlangen, Göttingen et Munich dans les années 1910. Parmi ses professeurs figurent le philosophe néokantien Ernst Cassirer, le mathématicien David Hilbert, et les  physiciens Max Planck, Max Born, Arnold Sommerfeld et Albert Einstein. Reichenbach fut actif dans les organisations étudiantes et publia différents articles sur la réforme de l'université, la liberté de la recherche et contre les infiltrations antisémites dans les organisations étudiantes.
Reichenbach obtient son diplôme de l'université d'Erlangen en 1915 et sa dissertation sur la théorie des probabilités, supervisée par Paul Hensel et Emmy Noether, est publiée en 1916. Reichenbach sert sur le front russe pendant la Première Guerre mondiale comme opérateur radio de l'armée allemande. En 1917, il est exempté pour cause de maladie et retourne à Berlin. En travaillant comme physicien et  ingénieur, Reichenbach assiste aux cours d'Albert Einstein sur la théorie de la relativité de 1917 à 1920.
En 1920 Reichenbach commence à enseigner à la Technische Hochschule de Stuttgart comme Privatdozent. La même année, il publie son premier livre sur les implications philosophiques de la théorie de la relativité, Relativitatstheorie und Erkenntnis apriori, qui critique la notion kantienne de jugement synthétique a priori. Il publie ensuite: Axiomatik der relativistischen Raum-Zeit-Lehre (1924), Von Copernicus bis Einstein (1927) et Philosophie der Raum-Zeit-Lehre (1928), ce dernier livre établissant la vision du positivisme logique sur la théorie de la relativité. 
En 1926, avec l'aide d'Albert Einstein, Max Planck et Max von Laue, Reichenbach devient professeur assistant dans le département de physique de l'université de Berlin.
Il gagne en notoriété par ses méthodes d'enseignement, se rendant particulièrement disponible aux étudiants avec des cours ouverts à la discussion, ce qui était assez inhabituel pour l'époque.
En 1928, il fonde le Cercle de Berlin (Die Gesellschaft für empirische Philosophie, « Société pour la philosophie empirique ») réunissant notamment Carl Gustav Hempel, Richard von Mises, David Hilbert et Kurt Grelling. En 1930, lui et Rudolf Carnap commencent l'édition du journal Erkenntnis (« Connaissance »).
En 1933, quand Adolf Hitler devient Chancelier fédéral, Reichenbach, qui est en partie d'origine juive, émigre en Turquie où il dirige le département de philosophie de l'université d'Istanbul. Il introduit  des séminaires d'interdisciplinarité et des cours sur les sujets scientifiques, et publie en 1935 The Theory of Probability.
En 1938, avec l'aide de Charles W. Morris, il s'installe aux États-Unis pour occuper une chaire à l'université de Californie à Los Angeles. Son travail sur les fondations philosophiques de la mécanique quantique fut publié en 1944, suivi des Elements of Symbolic Logic et The Rise of Scientific Philosophy. Hilary Putnam fut son plus fameux étudiant. Il aida le département de philosophie de l'UCLA à devenir l'un des plus influents dans les États-Unis de l'après guerre.
Il meurt le 9 avril 1953 à Los Angeles en travaillant sur des problèmes de la philosophie du temps et sur la nature des lois scientifiques. De ce travail résultent deux livres : The direction of time et Nomological Statements and Admissible Operations.

### Œuvres
- 1916 Der Begriff der Wahrscheinlichkeit fur die mathematische Darstellung der Wirklichkeit, thèse de doctorat (Erlangen, 1915).
- 1920 Relativitatstheorie und Erkenntnis apriori. Traduction anglaise :The theory of relativity and a priori knowledge, University of California Press (1965)
- 1921 Bericht uber eine Axiomatik der Einsteinschen Raum-Zeit-Lehre, Phys. Zeitschr. 22
- 1922 Der gegenwartige Stand der Relativitatsdiskussion, dans : Logos X. Traduction anglaise : The present state of the discussion on relativity, dans: Modern philosophy of science : selected essays by Hans Reichenbach, London : Routledge & Kegan Paul ; New York : Humanities Press (1959).
- 1924 Axiomatik der relativistischen Raum-Zeit-Lehre. Traduction anglaise : Axiomatization of the theory of relativity, University of California Press (1969).
- 1924 Die Bewegungslehre bei Newton, Leibniz und Huyghens, dans : Kantstudien 29. Traduction anglaise : The theory of motion according to Newton, Leibniz, and Huyghens, dans : Modern philosophy of science : selected essays by Hans Reichenbach, London : Routledge & Kegan Paul ; New York : Humanities press (1959).
- 1925 Die Kausal-strukture der Welt und der Unterschied von Vergangenheit und Zukunft, Sitzungsber d. Bayer. Akad. d. Wiss., math-naturwiss.
- 1927 Von Kopernikus bis Einstein. Der Wandel unseres Weltbildes. Traduction anglaise : From Copernicus to Einstein, New York : Alliance book corp. (1942).
- 1928 Philosophie der Raum-Zeit-Lehre. Traduction anglaise : The philosophy of space and time, New York : Dover Publications (1958).
- 1929 Stetige Wahrscheinlichkeits folgen, Zeitschr. f. Physik 53
- 1929 Ziele und Wege der physikalische Erkenntnis, Handbuch der Physik ed. by Hans Geiger and Karl Scheel, Bd IV, Berlin : Julius Springer
- 1930 Atom und kosmos. Das physikalische Weltbild der Gegenwart. Traduction anglaise : Atom and cosmos; the world of modern physics, London : G. Allen & Unwin, ltd. (1932). Traduction française : Atome et cosmos : le monde de la physique moderne, Paris, Flammarion, Bibliothèque de philosophie scientifique (1934).
- 1931 Ziele und Wege der heutigen Naturphilosophie. Traduction anglaise : Aims and methods of modern philosophy of nature, dans : Modern philosophy of science : selected essays, Westport : Greenwood Press (1959).
- 1931 « Le concept de vérité en physique », trad. fr. Alexis Bienvenu, in Christian Bonnet et Pierre Wagner, éd., L'Âge d'or de l'empirisme logique, Paris, Gallimard, 2006, p. 231-251.
- 1933 Kant und die Naturwissenschaft, Die Naturwissenschaften, 33-34.
- 1933 « Les fondements logiques du concept de probabilité », trad. fr. Alexis Bienvenu, in Christian Bonnet et Pierre Wagner, éd., L'Âge d'or de l'empirisme logique, Paris, Gallimard, 2006, p. 375-404.
- 1935 Wahrscheinlichkeitslehre : eine Untersuchung uber die logischen und mathematischen Grundlagen der Wahrscheinlichkeitsrechnung. Traduction anglaise : The theory of probability, an inquiry into the logical and mathematical foundations of the calculus of probability, University of California Press (1948).
- 1938 Experience and prediction: an analysis of the foundations and the structure of knowledge, University of Chicago Press.
- 1944 Philosophic foundations of quantum mechanics, University of California press.
- 1947 Elements of symbolic logic, New York, Macmillan Co.
- 1948 Philosophy and physics, Faculty research lectures 194, Univ. of California Press
- 1949 The philosophical significance of the theory of relativity, dans : Albert Einstein: philosopher-scientist, edit by P. A. Schillp, Evanston : The Library of Living Philosophers
- 1951 The rise of scientific philosophy, University of California Press. Traduction française : L'avènement de la philosophie scientifique, Paris, Flammarion, Bibliothèque de philosophie scientifique (1955).
- 1953 Les fondements logiques de la mécanique des quanta, Annales de l'Institut Henri Poincaré  XIII (II)
- 1954 Nomological statements and admissible operations, Amsterdam : Nort Holland Publishing Company.
- 1956 The direction of time, University of California Press.

### Œuvres complètes
Gesammelte Werke : in 9 Banden ; herausgegeben von Andreas Kamlah und Maria Reichenbach, Wiesbaden : Vieweg
- 1977 Bd. 1: Der Aufstieg der wissenschaftlichen Philosophie
- 1977 Bd. 2: Philosophie der Raum-Zeit-Lehre
- 1979 Bd. 3: Die philosophische Bedeutung der Relativitatstheorie
- 1983 Bd. 4: Erfahrung und Prognose : eine Analyse der Grundlagen und der Struktur der kenntnis
- 1989 Bd. 5: Philosophische Grundlagen der Quantenmechanik und Wahrscheinlichkeit
- 1994 Bd. 7: Wahrscheinlichkeitslehre : eine Untersuchung uber die logischen und mathematischen Grundlagen der Wahrscheinlichkeitsrechnung

### Autres sources
- 1959 Modern philosophy of science : selected essays by Hans Reichenbach, London : Routledge & Kegan Paul ; New York : Humanities press
- 1959 Modern philosophy of science : selected essays by Hans Reichenbach, Westport, Conn. : Greenwood Press
- 1978 Selected writings, 1909-1953 : with a selection of biographical and autobiographical sketches, Vienna circle collection, Dordrecht ; Boston : D. Reidel Pub.
- 1979 Hans Reichenbach, logical empiricist, Synthese library, Dordrecht ; Boston : D. Reidel Pub.
- 1991 Erkenntnis orientated : a centennial volume for Rudolf Carnap and Hans Reichenbach, Dordrecht ; Boston : Kluwer Academic Publishers
- 1991 Logic, language, and the structure of scientific theories : proceedings of the Carnap-Reichenbach centennial, University of Konstanz, 21-24 May 1991, Pittsburgh : University of Pittsburgh Press ; [Konstanz] : Universitasverlag Konstanz

- Erkenntnis fut publié entre 1930 et 1940, sous le nom de Erkenntnis - im Auftrage der Gesellschaft fur empirische Philosophie, Berlin et des Vereins Ernst Mach à Wien, hrsg. v. R. Carnap et H. Reichenbach (Knowledge - in agreement with Society for empirical philosophy, Berlin and Ernst Mach Association at Vienna, edit by R. Carnap and H. Reichenbach). En 1939-40 son nom se change en The Journal of unified science (Erkenntnis), édité par O. Neurath, R. Carnap, Charles Morris, publié par University of Chicago Press.